# Gilgit-Baltistan United Movement

Drapeau du parti, contenant une Svastika.

Le Gilgit-Baltistan United Movement (GBUM) est un mouvement politique, soutenu par des politiciens locaux, qui revendique la création d'un État autonome de Gilgit-Baltistan, sur le modèle de l'Azad Cachemire, sur le territoire actuel de la région pakistanaise des Territoires du Nord. 
À côté de revendications pratiques concernant l'augmentation du niveau de vie et la construction de routes, le GBUM exige que la région de Gilgit-Baltistan soit représentée au sein du Kashmir Council de l'Azad Cachemire, une instance équivalente à un sénat, et que le Conseil législatif des Territoires du Nord soit élevé au rang d'assemblée législative avec des droits équivalents à ceux de son homologue cachemirie. 
Selon le GBUM, la région a connu une brève période d'indépendance entre le 1er novembre 1947, quand cessa la suzeraineté cachemirie, et le 21 novembre 1947, quand l'armée pakistanaise envahit le territoire.

## Dirigeants
Le président du GBUM est Manzoor Hussain Parwana, le secrétaire général Ghulam Shehzad Agha. 